# مطار غروزني الدولي
مطار غروزني الدولي (بالشيشانية: Соьлжа-ГӀалан аэропорт)‏(بالروسية: Аэропорт «Грозный»)‏(إياتا: GRV، إيكاو: URMG) هو مطار دولي يخدم مدينة غروزني في روسيا. يقع على بعد 7.5 كم شمال غروزني.

## شركات الطيران والوجهات
| شركـات طيـران               | الوجهات                                                                                              |
| --------------------------- | --- |
| إيروفلوت                    | مطار شيريميتييفو الدولي                                                                              |
| Avia Traffic Company        | مطار مناس الدولي                                                                                     |
| Nordwind Airlines           | Kazan                                                                                                |
| Red Wings ‏                  | مطار أنطاليا                                                                                         |
| روسيه (خطوط جوية)           | مطار بولكوفو                                                                                         |
| خطوط إس سفن                 | مطار دوموديدوفو الدولي، مطار نوفوسيبيرسك                                                             |
| الخطوط الجوية الأوزبكستانية | مطار طشقند الدولي (begins 26 يونيو 2023)                                                             |
| خطوط أورال الجوية           | مطار مناس الدولي، مطار دوموديدوفو الدولي                                                             |
| Utair                       | مطار أنطاليا، مطار حيدر علييف الدولي، مطار دبي الدولي، مطار إسطنبول الدولي، مطار فنوكوفو الدولي، Ufa |
| UVT Aero                    | Kazan، Saratov                                                                                       |